# معركة كاناي (1018)
دارت معركة كاناي الثانية في عام 1018 بين البيزنطيين بقيادة كتبان إيطاليا باسيل بويوانس واللومبارديين بقيادة ميلوس من باري. استأجر اللومبارد أيضًا بعض المرتزقة النورمان بقيادة زعيمهم غلبرت درينغوت. دارت المعركة في نفس المكان الذي دمر فيه حنبعل الجيش الروماني في 216 ق.م.